# Cratère de Sobolev
Le cratère de Sobolev est un cratère d'impact situé dans l'Extrême-Orient russe.
Il mesure 53 m de diamètre et son âge estimé est inférieur à 1 000 ans.